# زواج المثليين في بلجيكا
في 1 يونيو 2003، أصبحت بلجيكا ثاني دولة في العالم تقوم بتقنين زواج المثليين، بعد هولندا. وقد تم أيضا تقنين «المساكنة القانونية» (وهي نوع من أنواع الشراكات المسجلة)، لأي شخصين متساكنين متوافقين بالغين، منذ 1 كانون الثاني/يناير 2000.

## المساكنة القانونية
في عام 1995، تم تقديم مشروع قانون في البرلمان لتوفير إطار قانوني من «اتفاقات المساكنة». وكان الغرض منه في الغالب هو الاستجابة لمعدلات الزواج المخفضة، بدلاً من إعطاء حقوق للشركاء المثليين.في عام 1998، تم تغيير اسم مشروع القانون إلى «المساكنة القانونية» (بالهولندية: wettelijke samenwoning؛ بالفرنسية: cohabitation légale; بالألمانية: gesetzliche Lebensgemeinschaft)، وتم التصويت عليه. وافق عليه مجلس النواب بتصويت 98 صوتا لصالحه مقابل 10أصوت ضده مع امتناع 32 عضوا عن التصويت (98-10-32). ووافق عليه مجلس الشيوخ بتصويت 39 صوتا لصالحه مقابل 8 أصوت ضده مع امتناع 19 عضوا عن التصويت (39-8-19).
يمنح 'قانون 23 تشرين الثاني/ نوفمبر 1998' حقوقاً محدودة للشركاء المغايرين والشركاء المثليين المسجلين عن طريق إدخال عنوان V-bis عن المساكنة القانونية في القانون المدني البلجيكي وعن طريق تعديل بعض أحكام القانون المدني البلجيكي والقانون القضائي البلجيكي. ومع ذلك، فإن كون الطرفين شريكين ليس شرطا لإصدار إعلان بالمساكنة القانونية؛ يمكن للأقارب القيام بذلك أيضا. وقد نُشر القانون بصورة قانونية في 12 كانون الثاني/يناير 1999 ولكنه لم يدخل حيز التنفيذ إلا في 1 كانون الثاني/يناير 2000 (انظر في الأسفل).

### الإحصائيات
في الفترة ما بين عامي 2000 و2014، أبلغ 695 695 شخصاً عن أنهم يعيشون في مساكنة قانونية، مع زيادة كبيرة في هذا العدد على مر السنين. ومع ذلك، فقد تم حل 35 من هذه المساكنات بحلول عام 2014. وفي عام 2014، كان ما نسبته 3.2% من المساكنات القانونية بين الشركاء المثليين.

## زواج المثليين

### التاريخ
في أواخر التسعينات، ضغطت منظمات حقوق المثليين في بلجيكا من أجل تشريع زواج المثليين. لم ينص القانون المدني البلجيكي صراحة على أن يكون الطرفان مغايرين (أي رجل وامرأءة فقط) للتمكن من الزواج، لأن هذا كان بديهيا. لم يتم النظر في مشاريع قوانين خاصة قدمها بعض أعضاء مجلس الشيوخ عن حزب «فلامس بلوك» في التسعينات لإضافة هذا كمتطلب واضح.

#### حكومة فيرهوفشتات
تضمنت البرامج الانتخابية لكل من الحزب الاشتراكي الديمقراطي الفلمنكي، الخضر الفلمنكي والحزب الليبرالي والديقراطي الفلمنكي لانتخابات 13 يونيو 1999 تشريع زواج المثليين. تم تشكيل حكومة فيرهوفشتات الأولى الجديدة والتي كانت تتألف بشكل خاص من ائتلاف من الأحزاب الليبرالية والاشتراكية والخضر واستبعدت الديموقراطيين المسيحيين المهيمنين منذ فترة طويلة، والذين خسروا الانتخابات بسبب فضيحة الديوكسين. ويتضمن اتفاق الائتلاف «تنفيذ خطة شراكة قانونية كاملة» وكذلك «إدخال القانون الصادر في 23 تشرين الثاني/نوفمبر 1998 حيز التنفيذ وتفعيله» وهو ما لم يتم بعد. صدر أمر ملكي في 14 كانون الأول/ديسمبر ونُشر في 23 كانون الأول/ديسمبر 1999 وجعل قانون التعايش القانوني نافذ المفعول في 1 كانون الثاني/ يناير 2000.
وخلال عام 1999، أعلن كل من حزبي الحزب الاشتراكي الديمقراطي الوالوني والخضر الوالوني أنهما وافقا على تشريع زواج المثليين. في تلك المرحلة، كان الطرف المتبقي الوحيد في الحكومة الذي عارض زواج المثليين هو الحزب الليبرالي الإصلاحي (الذي تم دمجه لاحقا في حزب الحركة الإصلاحية)، وذلك أساسا لأنه كان يعارض حقوق تبني المثليين للأطفال. وافق الحزب الليبرالي الإصلاحي على عدم معارضة زواج المثليين إذا تم استبعاد حقوق التبني. ولما أجري أول زواج مثلي في هولندا في 1 نيسان/أبريل 2001، بدأت الحكومة البلجيكية، ومعظمها بتشجيع وزيرة الصحة ماغدا ألفويت (عن حزب الخضر الفلمنكي)، في النظر في الأمر كذلك. في 22 يونيو، وافق مجلس الوزراء رسميا على فتح الزواج للأزواج المثلية. في سبتمبر/ أيلول، أقام حزب المعارضة  حزب الشعب المسيحي مؤتمرًا للحزب حيث أعادوا تسميته إلى الحزب الديمقراطي المسيحي والفلمنكي (CD & V)، مع منصة حزبية متجددة، بما في ذلك تقنين زواج المثليين، وهو هدف وضعه الجناح الشبابي للحزب.
ولكن في 30 تشرين الثاني/نوفمبر 2001، أعطى مجلس الدولة البلحيكي رأياً قانونياً سلبياً بشأن مشروع القانون، قائلاً إن «الزواج يعرف بأنه اتحاد رجل وامرأة». انتقدت منظمات الدفاع عن حقوق المثليين ووزراء حكوميون الرأي، وقال الوزراء أنهم سيمضيون قدما في التشريع.
وافق مجلس الوزراء رسميًا على مشروع القانون الحكومي في 8 ديسمبر 2001 وتمت القراءة الثانية له في 30 يناير 2002 وتم تقديمه إلى مجلس النواب البلجيكي في 14 مارس 2002، حيث واجه لجنة قضائية مثقلة بمشاريع قوانين أخرى تقوم بالنظر فيها. في مايو 2002، تم سحب مشروع القانون الحكومي من الغرفة وبدلاً من ذلك قدم كمشروع قانون خاص بالنواب (والذي لا يتطلب آراء من مجلس الدولة) في مجلس الشيوخ البلجيكي من قبل قادة مجموعة الأحزاب التي في الأغلبية، جينين ليدوك (عن الحزب الليبرالي والديقراطي الفلمنكي)، فيليب ماهو (عن الحزب الاشتراكي الديمقراطي الوالوني)، فيليب مونفيس (عن حزب الحركة الإصلاحية)، ميريام فانليربيغي (عن الحزب الاشتراكي الديمقراطي الفلمنكي)، ماري ناجي (عن حزب الخضر الوالوني)، وفرانس لوتزي (عن حزب الخضر الفلمنكي).
استقالت الوزيرة ماغدا ألفويت (عن حزب الخضر الفلمنكي) في 28 أغسطس 2002، وكان من المقرر أن تعقد الانتخابات القادمة في يونيو 2003، ماجعل مصير مشروع القانون غير واضح. كما اتهم بعض السياسيين فيليب مونفيس (عن حزب الحركة الإصلاحية) بتعمد إيقاف وتعطيل مشروع القانون. ومع ذلك، تم اكتساب زخم جديد في بداية العام البرلماني الجديد في أكتوبر 2002. وعقدت لجنة العدل في مجلس الشيوخ جلسات استماع وصوتت ب11 صوتا لصالح مقابل 4 أصوت ضد لتوافق على مشروع القانون (11-4). وقد مرر مجلس الشيوخ بالكامل مشروع القانون في 28 تشرين الثاني/نوفمبر 2002 بأغلبية 46 صوتاً لصالحه مقابل 15 صوتاً ضده وامتناع 4 أعضاء عن التصويت (46-15-4). وفي 30 كانون الثاني/يناير 2003، وافق مجلس النواب على مشروع القانون بأغلبية 91 صوتاً لصالحه مقابل 22 صوتاً ضده وامتناع 9 أعضاء عن التصويت (91-22-9). صوت كل من أعضاء الحزب الليبرالي والديقراطي الفلمنكي، الحزب المسيحي الديموقراطي الفلمنكي، الحزب الاشتراكي الوالوني، الحزب الاشتراكي الفلمنكي حزب الخضر الوالوني، حزب الخضر الفلمنكي وحزب اتحاد الشعب عموما لصالح مشروع القانون ما عدا عدة امتناعات، في حين أن فلامس بلوك وحزب الجبهة الوطنية البلجيكية صوتت ضده، وصوت أعضاء الحزب الديمقراطي الإنساني الوسطي ضده مع العديد من حالات الامتناع عن التصويت، وصوت أعضاء الحركة الإصلاحية في الغالب بضد.
صدر مشروع القانون في 13 فبراير 2003 بعدما وقع الملك ألبرت الثاني، وتم نشره يوم 28 فبراير تم نشره في الجريدة الرسمية البلجيكية ودخل حيز التنفيذ في 1 يونيو 2003.
تنص الفقرة الأولى من المادة 143 من القانون المدني البلجيكي (الكتاب الأول، العنوان الخامس، الفصل الأول) على ما يلي:
بالهولندية: Een huwelijk kan worden aangegaan door twee personen van verschillend of van hetzelfde geslacht.
بالفرنسية: Deux personnes de sexe différent ou de même sexe peuvent contracter mariage.
بالعربية: يمكن لشخصين مغايرين أو مثليين أن يعقدا زواجا.
تزوجت أول زوجتين من الإناث في 6 يونيو/حزيران 2003 وأول زوجين من الذكور في 13 يونيو/حزيران 2003، في كابيلين بالقرب من أنتفيرب.
في نوفمبر 2003، قدم معارضو زواج المثليين التماسا إلى محكمة التحكيم لإبطال القانون باعتباره غير دستوري. حجتهم الرئيسية التي عقدت أن معالجة الحالات المختلفة بشكل أساسي بنفس الطريقة، ينتهك مبدأ المساواة في الدستور. في أكتوبر 2004، رفضت محكمة التحكيم، المعروفة في الوقت الحاضر باسم المحكمة الدستورية، هذا الطلب.

#### التغييرات اللاحقة
في الأصل، سمحت بلجيكا بعقد زواج المثليين للأجانب فقط إذا كان بلدهم الأصلي يسمح أيضا بحالات الزواج هذه. ولكن، سمحت مذكرة نشرها وزيرة العدل لورات أونكلينكس (عن الحزب الاشتراكي الوالوني) المؤرخة في 23 يناير/كانون الثاني 2004، لأي زوجين بالزواج في بلجيكا إذا كان واحد على الأقل منهما قد عاش في البلاد لمدة لا تقل عن ثلاثة أشهر. وقد تم تدوين هذا في مدونة القانون الدولي الخاص، والتي دخلت حيز التنفيذ في 1 أكتوبر 2004.
ولم يسمح قانون زواج المثليين بتبنيهم للأطفال. وحيث أن الولادة في إطار الزواج من نفس الجنس لا ينطوي على الانتماء، فليس لدى الزوج (ة) المثلي (ة) للوالد (ة) البيولوجي (ة) أي وسيلة ليصبح الوالد (ة) القانوني (ة). تمت الموافقة على اقتراح للسماح بالتبني من قبل مجلس النواب البلجيكي في 1 ديسمبر 2005 في تصويت 77 صوتا لصالحه في مقابل تصويت 62 صوتا ضده مع امتناع 7 أعضاء عن التصويت (77-62-7)؛  وتمت الموافقة على الاقتراح من قبل مجلس الشيوخ البلجيكي في 20 أبريل 2006 في تصويت 34 صوتا لصالحه مقابل تصويت 33 صوتا ضده مع امتناع عضوين اثنين عن التصويت (34–33-2). وحصل على الموافقة الملكية في 18 مايو 2006 ودخل حيز التنفيذ في 30 يونيو 2006.
كان حينها لا يزال هناك عدم مساواة قانونية مقارنة بالأزواج المغايرين فيما يتعلق بالأطفال: يُعترف بزوج الأم البيولوجية قانونياً بالأب (بموجب المادة 135 من القانون المدني)، ولكن هذا لم يكن الحال في زوجين مثليين لزوجة الام. لكي يتم الاعتراف بها كأم مشتركة، كان عليها أن تكمل إجراءات التبني. وهذا ما يمثل غالبية حالات التبني في بلجيكا. وعدت حكومة إليو دي روبو بحل هذه المشكلة، وفي عام 2014، حيث أن هولندا قد مررت مؤخرا تشريعات مماثلة، ضغطت منظمات الدفاع عن حقوق المثليين على الحكومة من أجل الوفاء بوعودها.
في وقت لاحق، عمل المشرعون للاتفاق على حل. تمت الموافقة على مشروع قانون لهذا الغرض من قبل مجلس الشيوخ في 3 أبريل 2014 في تصويت صوتا لصالحه مقابل صوتين اثنين ضده مع امتناع واحد عن التصويت (48-2-1)، ومن قبل مجلس النواب في 23 أبريل في تصويت 114 صوتا لصالحه مقابل 10 أصوات ضده مع امتناع واحد عن التصويت (114-10-1). حصل مشروع القانون على الموافقة الملكية في 5 مايو 2014 ودخل حيز التنفيذ في 1 يناير 2015.
منذ هذا التغيير، أصبح يتم التعامل مع الزوجات المثليات على قدم المساواة مع الأزواج المغايرين: يتم الاعتراف بالأم المشتركة المتزوجة من الأم تلقائيا كأم، ويمكن للشريكة غير المتزوجة أن يتم الاعتراف بها كأم على الطفل في السجل المدني. لم يتم الاتفاق على حل مماثل للأزواج المثليين من الذكور، وذلك بسبب الجدل حول تأجير الأرحام.

### الاحصائيات

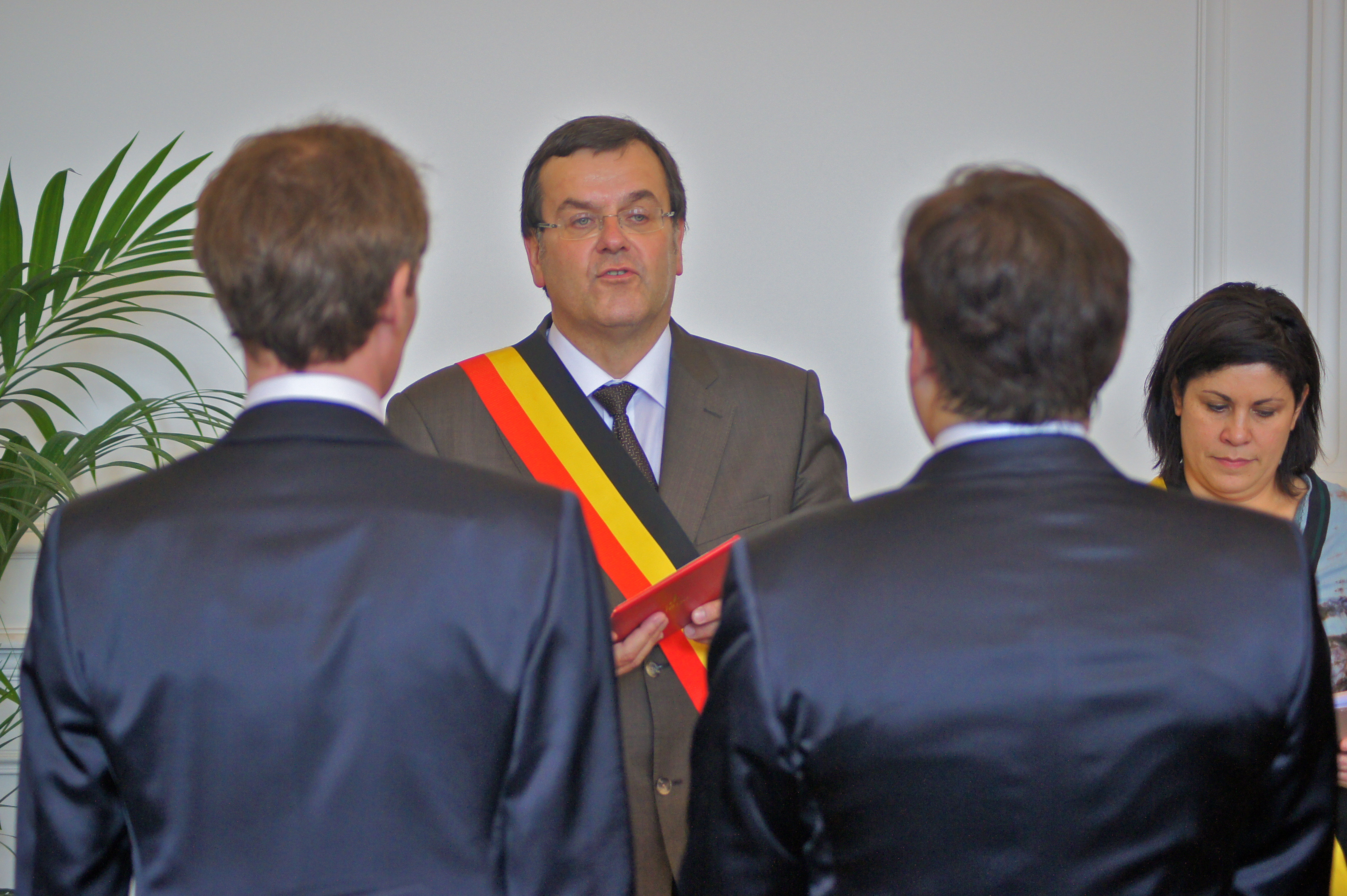
رئيس بلدية لياج ويلي ديماير، يشرف على إقامة حفل زواج لزوجين مثليين

وفقاً للمجلة الرسمية البلجيكية، تزوج ما يقرب من 300 زوج مثلي (600 شخص) بين يونيو/حزيران 2003 وأبريل/نيسان 2004 (245 زوج في عام 2003 و 55 زوجا في عام 2004). وشكل هذا 1.2% من إجمالي عدد حالات الزواج في بلجيكا خلال تلك الفترة. وكان ثلثا الأزواج من الذكور بينما كان الثلث الآخر من الإناث. وفي 22 تموز/يوليو 2005، أعلنت الحكومة البلجيكية أن ما مجموعه 2,442 حالة زواج مثلي وقعت في البلد منذ فتح حقوق الزواج لهم قبل ذلك بسنتين. يبين الجدول التالي عدد الأشخاص المثليين والمثليات المتزوجين والمتزوجات.
| السنة          | رجال   | نساء   | العدد الإجمالي | النسبة من حيث عدد حالات الزواج الإجمالية |
| -------------- | ------ | ------ | -------------- | ---------------------------------------- |
| 2004           | 1,244  | 894    | 2,138          | 2.47%                                    |
| 2005           | 1,160  | 894    | 2,054          | 2.38%                                    |
| 2006           | 1,191  | 1,057  | 2,248          | 2.51%                                    |
| 2007           | 1,189  | 1,111  | 2,300          | 2.52%                                    |
| 2008           | 1,148  | 1,035  | 2,183          | 2.39%                                    |
| 2009           | 1,133  | 894    | 2,027          | 2.46%                                    |
| 2010           | 1,062  | 1,102  | 2,164          | 2.57%                                    |
| 2011           | 1,108  | 1,033  | 2,141          | 2.61%                                    |
| 2012           | 1,086  | 1,017  | 2,103          | 2.49%                                    |
| 2013           | 988    | 940    | 1,928          | 2.55%                                    |
| 2014           | 1,046  | 1,094  | 2,140          | 2.68%                                    |
| 2015           | 1,086  | 1,096  | 2,182          | 2.42%                                    |
| 2016           | 1,144  | 1,196  | 2,340          | 2.62%                                    |
| العدد الإجمالي | 14,585 | 13,468 | 28,053         | 2.51%                                    |

وعند المقارنة حسب الإقليم:
|                      | عدد المثليين المتزوجين (2004-2014) | عدد المثليين المتزوجين (2004-2014) | عدد المثليين المتزوجين (2004-2014) | عدد (جميع) حالات الزواج (2004-2014) | التعداد السكاني (1 يناير 2015) |
| رجال                 | نساء                               | العدد الإجمالي                     |                                    | عدد (جميع) حالات الزواج (2004-2014) | التعداد السكاني (1 يناير 2015) |
| -------------------- | ---------------------------------- | ---------------------------------- | ---------------------------------- | ----------------------------------- | ------------------------------ |
| الإقليم الفلامندي    | 7,628 (61.7%)                      | 8,075 (72.2%)                      | 15,703 (66.7%)                     | 272,988 (58.2%)                     | 6,444,127 (57.5%)              |
| إقليم بروكسل العاصمة | 2,370 (19.2%)                      | 835 (7.5%)                         | 3,205 (13.7%)                      | 53,318 (11.4%)                      | 1,175,173 (10.5%)              |
| إقليم والونيا        | 2,357 (19.1%)                      | 2,266 (20.3%)                      | 4,623 (19.6%)                      | 142,511 (30.4%)                     | 3,589,744 (32.0%)              |
| بلجيكا               | 12,355 (100%)                      | 11,176 (100%)                      | 23,531 (100%)                      | 468,817 (100%)                      | 11,209,044 (100%)              |

وبالتالي، فإن حصة زواج المثليين بين جميع حالا الزواج تختلف اختلافا كبيرا من منطقة إلى أخرى. في حين أن ما يقرب من 3% من حالات الزواج في كل من إقليم بروكسل العاصمة والإقليم الفلامندي كانت زواجا مثليا، كانت النسبة 1.6% فقط في إقليم والونيا. هناك أيضا علاقة بين حصة كل مقاطعة والكثافة السكانية في تلك المقاطعة. والمقاطعة ذات النسبة الأقل هي مقاطعة لوكسمبورغ (البلجيكية) (1.2%) والمقاطعة ذات أعلى معدل هي مقاطعة أنتفيرب (3.4%)، وهي على التوالي المقاطعات الأقل والأكثر اكتظاظاً بالسكان والأقل والأكثر كثافة سكانية. 

## الرأي العام
وجد استطلاع لمؤسسة يوروباروميتر لعام 2006 أن 62% من المشاركين البلجيكيين يعتقدون أنه يجب السماح بزواج المثليين في كامل أوروبا.
وقد وجد استطلاع للرأي أجرته مؤسسة «دلتا لويد لايف» عام 2008 أن 76% من البلجيكيين يؤيدون زواج المثليين و 46% من البلجيكيين يعتقدون أن الأزواج المثلية يمكن أن تربي الأطفال كما يربيهم الأزواج المغايرون.
وجد استطلاع أجرته مؤسسة «إيبسوس» في مايو 2013 أن 67% من المستجيبين يؤيدون زواج المثليين، بينما أيد 12٪ آخرون شكلاً آخر من أشكال الاعتراف القانوني بالعلاقات المثلية.
وفقاً لاستطلاع «إيفوب»، الذي أجري في مايو 2013، أيد 71% من البلجيكيين السماح للأزواج المثلية بالزواج وتبني الأطفال.
وجد استطلاع لمؤسسة يوروباروميتر لعام 2015 أن 77% من البلجيكيين يعتقدون أنه يجب السماح بزواج المثليين في جميع أنحاء أوروبا، بينما كان 20% ضد ذلك.
أظهر استطلاع أجراه مركز بيو للأبحاث خلال الفترة الممتدة ما بين أبريل وأغسطس من عام 2017 ونُشِرَ في مايو 2018، أن 82% من البلجيكيين يؤيدون زواج المثليين، ونسبة 10% يعارضونه و 8% لا يعرفون أو يرفضون الإجابة. وعند تقسيم ممن شملهم الاستطلاع تبعاً للدين؛ فإن نسب تأييد حق زواج المثليين توزعت بنسبة 88% من الأشخاص غير المرتبطين بأي دين، 83% من المسيحيين غير الممارسين للشعائر الدينية 66% من المسيحيين المرتادين للكنائس.